# AFC Challenge Cup 2010
AFC Challenge Cup 2010 là một giải bóng đá giữa các quốc gia yếu của châu Á lần thứ ba do Liên đoàn bóng đá châu Á (AFC) tổ chức, diễn ra ở Sri Lanka từ ngày 16 đến 27 tháng 2 năm 2010. CHDCND Triều Tiên giành chức vô địch đầu tiên của giải, đồng thời đội cũng giành giải Fair play và Ryang Yong-Gi đoạt hai danh hiệu Cầu thủ xuất sắc nhất giải đấu và Vua phá lưới. Đội tuyển CHDCND Triều Tiên giành quyền tham dự Cúp bóng đá châu Á 2011.

## Vòng loại
Các đội bóng dưới đây giành quyền tham dự giải:
- Ấn Độ (Tự động vào thẳng)
- CHDCND Triều Tiên(Tự động vào thẳng)
- Tajikistan (Tự động vào thẳng)
- Myanmar (Nhất bảng A)
- Turkmenistan (Nhất bảng B)
- Kyrgyzstan (Nhất bảng C)
- Sri Lanka (Nhất bảng D)
- Bangladesh (Đội nhì bảng có thành tích tốt nhất)

## Trọng tài
Dưới đây là danh sách các trọng tài tham gia điều hành AFC Challenge Cup 2010.
| Trọng tài chính                                                                                      | Trợ lý trọng tài |
| --- | --- |
| Nawaf Abdulla Đàm Hải Alireza Faghani Matsuo Hajime Andre El Haddad Chaiya Mahapab Mukhtar Al Yarimi | Ebrahim Mubarak Hoắc Vĩ Minh Shaji Kurian Morteza Karimi Nagi Toshiyuki Ahmad El Kawas Mohd Sabri Mat Daud Hamed Al Mayahi Hussein Shukran |

## Vòng chung kết

### Vòng bảng
Giờ thi đấu tính theo giờ địa phương (UTC+5:30)
|  | Đội giành quyền vào vòng trong. |

#### Bảng A
| Đội        | Tr | T | H | B | BT | BB | HS | Đ |
| ---------- | -- | - | - | - | -- | -- | -- | - |
| Tajikistan | 3  | 2 | 0 | 1 | 7  | 3  | +4 | 6 |
| Myanmar    | 3  | 2 | 0 | 1 | 6  | 4  | +2 | 6 |
| Sri Lanka  | 3  | 1 | 0 | 2 | 4  | 7  | −3 | 3 |
| Bangladesh | 3  | 1 | 0 | 2 | 3  | 6  | −3 | 3 |

| Tajikistan | 1–2      | Bangladesh               |
| ---------- | -------- | ------------------------ |
| Rabiev 70' | Chi tiết | E. Hoque 67' · Meshu 74' |

| Myanmar                                                         | 4–0      | Sri Lanka |
| --------------------------------------------------------------- | -------- | --------- |
| Kyaw Thi Ha 39' · Yan Paing 71' · Pai Soe 81' · Myo Min Tun 87' | Chi tiết |           |

| Sri Lanka      | 1–3      | Tajikistan                          |
| -------------- | -------- | ----------------------------------- |
| Dalpethado 78' | Chi tiết | Rabimov 13' · Fatkhuloev 32', 90+2' |

| Bangladesh  | 1–2      | Myanmar                       |
| ----------- | -------- | ----------------------------- |
| Hossain 49' | Chi tiết | Tun Tun Win 16' · Pai Soe 32' |

| Tajikistan                             | 3–0      | Myanmar |
| -------------------------------------- | -------- | ------- |
| Rabimov 33' · Hakimov 52' · Rabiev 88' | Chi tiết |         |

| Sri Lanka                                 | 3–0      | Bangladesh |
| ----------------------------------------- | -------- | ---------- |
| Kaiz 7' · Gunarathna 43' · S. Sanjeev 79' | Chi tiết |            |

#### Bảng B
| Đội               | Tr | T | H | B | BT | BB | HS | Đ |
| ----------------- | -- | - | - | - | -- | -- | -- | - |
| CHDCND Triều Tiên | 3  | 2 | 1 | 0 | 8  | 1  | +7 | 7 |
| Turkmenistan      | 3  | 2 | 1 | 0 | 3  | 1  | +2 | 7 |
| Kyrgyzstan        | 3  | 1 | 0 | 2 | 2  | 6  | −4 | 3 |
| Ấn Độ             | 3  | 0 | 0 | 3 | 1  | 6  | −5 | 0 |

| Ấn Độ              | 1–2      | Kyrgyzstan                      |
| ------------------ | -------- | ------------------------------- |
| Franco 58' (ph.đ.) | Chi tiết | I. Amirov 15' · Zemlianuhin 32' |

| CHDCND Triều Tiên | 1–1      | Turkmenistan  |
| ----------------- | -------- | ------------- |
| Ryang Yong-Gi 51' | Chi tiết | Garadanow 36' |

| Kyrgyzstan | 0–4      | CHDCND Triều Tiên                                                               |
| ---------- | -------- | ------------------------------------------------------------------------------- |
|            | Chi tiết | Pak Song-Chol 29' · Pak Kwang-Ryong 47' · Choe Myong-Ho 65' · Ri Chol-Myong 68' |

| Turkmenistan          | 1–0      | Ấn Độ |
| --------------------- | -------- | ----- |
| Garadanow 24' (ph.đ.) | Chi tiết |       |

| Ấn Độ | 0–3      | CHDCND Triều Tiên                          |
| ----- | -------- | ------------------------------------------ |
|       | Chi tiết | Ryang Yong-Gi 36', 72' · Choe Chol-Man 57' |

| Turkmenistan   | 1–0      | Kyrgyzstan |
| -------------- | -------- | ---------- |
| Nurmyradow 70' | Chi tiết |            |

### Vòng đấu loại trực tiếp
|  | Bán kết              | Bán kết                  |                      |       | Chung kết | Chung kết |
|  |                      |                          |                      |       |           |           |
|  | 24 tháng 2 - Colombo |                          |                      |       |           |           |
|  |                      |                          |                      |       |           |           |
|  | Tajikistan           | 0                        |                      |       |           |           |
|  | Tajikistan           | 0                        | 27 tháng 2 - Colombo |       |           |           |
|  | Turkmenistan         | 2                        |                      |       |           |           |
|  | Turkmenistan         | 2                        | Turkmenistan         | 1 (4) |           |           |
|  | 24 tháng 2 - Colombo |                          | Turkmenistan         | 1 (4) |           |           |
|  |                      | CHDCND Triều Tiên (pen.) | 1 (5)                |       |           |           |
|  | CHDCND Triều Tiên    | CHDCND Triều Tiên (pen.) | 1 (5)                | 5     |           |           |
|  | CHDCND Triều Tiên    |                          |                      | 5     |           |           |
|  | Myanmar              | 0                        |                      |       |           |           |
|  | Myanmar              | 0                        | Tranh hạng ba        |       |           |           |
|  |                      |                          |                      |       |           |           |
|  | 27 tháng 2 - Colombo |                          |                      |       |           |           |
|  |                      |                          |                      |       |           |           |
|  | Tajikistan           | 1                        |                      |       |           |           |
|  | Tajikistan           | 1                        |                      |       |           |           |
|  | Myanmar              | 0                        |                      |       |           |           |

#### Bán kết
| Tajikistan | 0–2      | Turkmenistan            |
| ---------- | -------- | ----------------------- |
|            | Chi tiết | Amanow 33' · Urazow 42' |

| CHDCND Triều Tiên                                                                  | 5–0      | Myanmar |
| ---------------------------------------------------------------------------------- | -------- | ------- |
| Choe Myong-Ho 6' · Choe Chol-Man 12', 73' · Pak Song-Chol 13' · Kim Seong-Yong 85' | Chi tiết |         |

#### Tranh hạng ba
| Tajikistan  | 1–0    | Myanmar |
| ----------- | ------ | ------- |
| Hakimov 11' | Report |         |

#### Chung kết
| Turkmenistan                                                   | 1–1      | CHDCND Triều Tiên                                                                           |
| -------------------------------------------------------------- | -------- | ------------------------------------------------------------------------------------------- |
| Şamyradow 33'                                                  | Chi tiết | Ryang Yong-Gi 75'                                                                           |
| Loạt sút luân lưu                                              |          |                                                                                             |
| Öwekow · Garadanow · Şamyradow · Rejepow · Nurmyradow · Amanow | 4–5      | Pak Song-Chol · Ryang Yong-Gi · Chae Tu-Yong · Pak Yong-Jin · Ri Chol-Myong · Ri Kwang-Hyok |

| Vô địch AFC Challenge Cup 2010 CHDCND Triều Tiên Lần thứ nhất |

### Giải thưởng
| Đội đoạt giải phong cách | Đội đoạt giải phong cách | Đội đoạt giải phong cách | Cầu thủ xuất sắc nhất | Cầu thủ xuất sắc nhất | Cầu thủ xuất sắc nhất | Vua phá lưới  | Vua phá lưới  | Vua phá lưới  |
| ------------------------ | ------------------------ | ------------------------ | --------------------- | --------------------- | --------------------- | ------------- | ------------- | ------------- |
| CHDCND Triều Tiên        | CHDCND Triều Tiên        | CHDCND Triều Tiên        | Ryang Yong-Gi         | Ryang Yong-Gi         | Ryang Yong-Gi         | Ryang Yong-Gi | Ryang Yong-Gi | Ryang Yong-Gi |

## Danh sách cầu thủ ghi bàn
4 bàn
- Ryang Yong-Gi

3 bàn
- Choe Chol-Man

2 bàn
| - Pai Soe - Choe Myong-Ho - Pak Song-Chol | - Fatkhullo Fatkhuloev - Numonjon Hakimov - Yusuf Rabiev | - Ibrahim Rabimov - Mämmedaly Garadanow |

1 bàn
| - Enamul Hoque - Mohamed Zahid Hossain - Atiqur Rahman Meshu - Denzil Franco - Ildar Amirov - Anton Zemlianuhin - Kyaw Thi Ha | - Myo Min Tun - Tun Tun Win - Yan Paing - Kim Seong-Yong - Pak Kwang-Ryong - Ri Chol-Myong - Philip Dalpethado | - Chathura Gunarathna - Shafraz Kaiz - S. Sanjeev - Arslanmyrat Amanow - Begli Nurmyradow - Berdi Şamyradow - Didargylyç Urazow |